# Janne Gustafsson
Janne Gustafsson (n. 2 mai 1883, Dalarna, Comitatul Dalarna, Suedia – d. 24 septembrie 1942, Suedia) a fost un trăgător de tir ce a reprezentat Suedia, medaliat olimpic. A participat la o ediție a Jocurilor Olimpice (1908) în care a câștigat o medalie de argint.

## Participări
Lista de mai jos prezintă principalele competiții la care a participat Janne Gustafsson de-a lungul carierei.
- shooting at the 1908 Summer Olympics – men's 300 metre free rifle, team[*]